# Muffler
Muffler, vlastním jménem Konsta Mikkonen, je finský drum and bassový DJ a producent, který v současné době žije střídavě v Londýně a Tallinnu. Navzdory svému nízkému věku bývá považován za jednoho z nejznámějších a nejproduktivnějších DJs a producentů na drum and bassové scéně. Vydal přibližně 50 vinylových nahrávek, dvě CD alba a je také autorem mixů pro různá CD vydávaná s časopisy, jako například pro Knowledge Magazine, které obsahovalo pouze jeho nahrávky.
Muffler je jedním z mála, kteří nahrávají pro téměř všechny známé drum and bassové labely jako Moving Shadow, Hospital Records, DSCI4, Formation, Commercial Suicide, Frequency, Outbreak, Takeover, Trouble On Vinyl a pro jeho vlastní label SighCo Recordings.
Jeho rozvrh je tak přeplněn, že jej můžete vidět hrát po celém světe v různých zemích každý víkend.
Jeho další aliasy jsou Konsta, Constant, Unkown Soldier, Axis of Evil a Alloy.